# Transição (genética)
Em genética e bioquímica, uma transição é uma mutação que provoca a transformação de uma purina (Adenina (A) ou Guanina (G)) numa outra purina (A ↔ G), ou uma pirimidina (Citosina (C) ou Timina (T)) em outra pirimidina (C ↔ T).